# Elmer Austin Benson

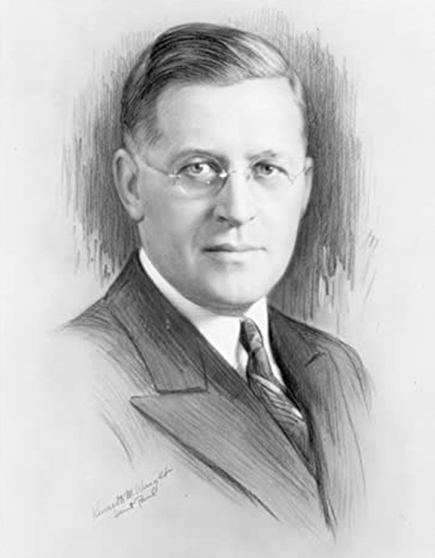
Elmer Austin Benson

Elmer Austin Benson, född 22 september 1895 i Appleton, Minnesota, död 13 mars 1985 i Minneapolis, Minnesota, var en amerikansk politiker. Han var senator för Minnesota 1935-1936 och den 24:e guvernören i Minnesota 1937-1939. Han var medlem av Minnesota Farmer-Labor Party. Han var av norsk härkomst.
Han avlade 1918 juristexamen vid St. Paul College of Law (numera William Mitchell College of Law). Han deltog sedan i första världskriget och tjänstgjorde i USA:s armé fram till 1919. Han avklarade sin bar exam, fick tillståndet att verka som advokat, men valde affärslivet framför en advokatkarriär.
Senator Thomas D. Schall omkom 1935 i en bilolycka och Benson utnämndes till hans efterträdare fram till fyllnadsvalet följande år. Benson vann en klar seger i guvernörsvalet i Minnesota 1936 och var inte en kandidat i fyllnadsvalet till senaten. Om hans segermarginal 1936 var stor, var också förlusten mot Harold Stassen två år senare mycket stor. I 1940 års kongressval utmanade han sittande senatorn Henrik Shipstead som hade bytt parti från Minnesota Farmer-Labor Party till republikanerna. Benson med sina 25% av rösterna besegrade demokraternas kandidat men förlorade klart mot Shipstead. Han kandiderade ännu 1942 till senaten men förlorade.
Benson var kampanjchef för Henry A. Wallace som var presidentkandidat för Progressive Party i presidentvalet i USA 1948.